# Squamanotoxus vafer
Squamanotoxus vafer är en skalbaggsart som först beskrevs av Chandler 1977.  Squamanotoxus vafer ingår i släktet Squamanotoxus och familjen kvickbaggar. Inga underarter finns listade i Catalogue of Life.